# 文山学院
文山学院，为中华人民共和国云南省文山州的一所公立本科高校。

## 历史沿革
文山学院的前身为国立西南师范学校，1947年2月由云南省昭通南迁至同省文山。1955年10月，云南省人民政府批准成立文山师范学校。1977年，经云南省教育厅批准，文山师范学校附设师专班。1984年，文山师范专科学校成立。1992年更名为文山师范高等专科学校。
2009年，中华人民共和国教育部同意文山师范高等专科学校升格为文山学院。

## 学术研究

### 院系设置
至2021年，该校设有9个二级学院，分别为教师教育学院、三七医药学院、人文与传媒学院、美术与设计学院、经济管理学院、人工智能学院、冶金与材料学院、马克思主义学院及高等职业技术学院。并设置了62个专业，其中本科专业49个，专科专业13个。

### 科研概况
文山州为中国主要的三七产区之一，该校也与云南省科学技术院、昆明理工大学、华润三九医药股份有限公司联合发起成立了云南省三七研究院，其三七实验室也因此获得了云南省教育厅“云南高校重点实验室”批准立项。

### 对外合作
文山学院邻近越南，因此该校亦重视建设“国门大学”力度。文山学院也招收了一些越南、寮國留学生，并为他们提供中文培训。同时，也与邻近的越南各省市维持着良好的互动。